# NGC 4739
NGC 4739 ist eine Elliptische Galaxie vom Hubble-Typ E1 im Sternbild der Jungfrau, die etwa 164 Millionen Lichtjahre von der Milchstraße entfernt ist.
Sie wurde am 3. März 1786 von Wilhelm Herschel mit einem 18,7-Zoll-Spiegelteleskop entdeckt, der sie dabei mit „vF, S, E“ beschrieb.